# Inger Smits
Inger Smits (* 17. September 1994 in Geleen, Niederlande) ist eine niederländische Handballspielerin, die für den rumänischen Erstligisten CSM Bukarest aufläuft.

## Karriere

### Im Verein
Smits spielte anfangs in ihrer Geburtsstadt bei V&L. Nachdem sich die Rückraumspielerin 2011 HandbaL Venlo anschloss, wechselte sie zwei Jahre später zum niederländischen Erstligisten SV Dalfsen. Mit Dalfsen gewann sie in den Jahren 2014 und 2015 die niederländische Meisterschaft, den niederländischen Pokal sowie den niederländischen Supercup.
Smits stand ab der Saison 2015/16 beim deutschen Bundesligisten VfL Oldenburg unter Vertrag. Zwei Spielzeiten später wechselte sie zum dänischen Erstligisten Team Tvis Holstebro 2019 kehrte Smits in die Bundesliga zurück und schloss sich Borussia Dortmund an. Mit Dortmund gewann sie 2021 die deutsche Meisterschaft. Zur Saison 2021/22 wechselte sie zum Ligakonkurrenten SG BBM Bietigheim. Mit Bietigheim gewann sie 2021, 2022 und 2023 den DHB-Supercup, 2022, 2023 und 2024 die deutsche Meisterschaft, 2022 die EHF European League sowie 2022 und 2023 den DHB-Pokal. Seit dem Sommer 2024 läuft sie für den rumänischen Erstligisten CSM Bukarest auf. Mit CSM Bukarest gewann sie im Jahr 2025 die rumänische Meisterschaft sowie den rumänischen Pokal.

### In Auswahlmannschaften
Smits lief für die niederländische Jugend- sowie die Juniorinnennationalmannschaft auf, für die sie in 37 Länderspielen insgesamt 97 Treffer erzielte. Mittlerweile gehört sie dem Kader der niederländische A-Nationalmannschaft an. Bei der Europameisterschaft 2018 wurde Smits erst im letzten Spiel nachnominiert und gewann im kleinen Finale die Bronzemedaille. Bei der Weltmeisterschaft 2019 gewann sie den WM-Titel. Sie gehörte anfangs dem WM-Kader an und wurde während der Vorrunde durch Delaila Amega ersetzt. Mit der niederländischen Auswahl nahm sie an den Olympischen Spielen in Tokio teil. Bei der Weltmeisterschaft 2023 warf sie acht Tore und schloss das Turnier mit den Niederlanden auf dem fünften Platz ab.

## Sonstiges
Ihre Eltern Cecile Leenen und Gino Smits spielten ebenfalls Handball. Ihre beiden Brüder Jorn Smits und Kay Smits sind auch Handballnationalspieler.